# سعن الغزال
سعن الغزال أو بوز كيج كما تعرف محليّاً، قرية سوريّة تتبع إداريّاً لمحافظة حلب منطقة منبج ناحية مركز منبج، بلغ تعداد سكانها 2,002 نسمة حسب التعداد السكاني لعام 2004.